# Sara Poidevin
Sara Poidevin (Canmore, 7 maggio 1996) è una ciclista su strada canadese che corre per il team DNA Pro Cycling. È attiva in formazioni Elite UCI dal 2016.

## Palmarès
- 2017 (Rally Cycling Women, tre vittorie)

5ª tappa Cascade Cycling Classic (Bend > Bend)
2ª tappa Colorado Classic (Breckenridge > Breckenridge)
Classifica generale Colorado Classic

### Altri successi
- 2016 (Rally Cycling Women)

Classifica scalatrici Redlands Classic
Classifica giovani Cascade Cycling Classic
- 2017 (Rally Cycling Women)

Classifica scalatrici Cascade Cycling Classic
Classifica giovani Cascade Cycling Classic
Classifica a punti Colorado Classic
Classifica scalatrici Colorado Classic
Classifica giovani Colorado Classic
- 2018 (Rally Cycling Women)

Classifica giovani Tour of the Gila
Classifica giovani Tour of California femminile
Classifica giovani Tour Cycliste Féminin International de l'Ardèche
- 2022 (EF Education-Tibco-SVB)

1ª tappa, 1ª semitappa Tour Féminin International des Pyrénées (Artiguelouve > Lacq, cronosquadre)

## Piazzamenti

### Grandi Giri
- Giro d'Italia

2021: non partita (10ª tappa)
2022: 85ª
- Tour de France

2023: 80ª
- Vuelta a España

2023: 103ª

### Competizioni mondiali
- Campionati del mondo

Ponferrada 2014 - In linea Junior: 66ª
Innsbruck 2018 - In linea Elite: 14ª
Yorkshire 2019 - In linea Elite: 42ª
Imola 2020 - In linea Elite: 42ª
Glasgow 2023 - In linea Elite: 83ª